# Estadio Cubierto de Singapur
El Estadio Cubierto de Singapur (en chino: 新加坡室内体育馆; en malayo: Stadium Tertutup Singapura; en inglés: Singapore Indoor Stadium) es un recinto polideportivo ubicado en la ciudad-estado de Singapur. Fue inaugurado en 1989, y actualmente posee una capacidad para 12,000 espectadores.  
Se localiza a unos metros del Singapore Sports Hub y del Estadio Nacional de Singapur inaugurado en junio de 2014. Además, el recinto ha sido utilizado para otros eventos ajenos al deporte como conciertos, dando lugar a que artistas de la talla de Super Junior, Britney Spears, Kylie Minogue, Janet Jackson, Beyoncé, Eric Clapton, Elton John, Bob Dylan, Tina Turner, Oasis, The Rolling Stones, Metallica, Depeche Mode Gwen Stefani, The Black Eyed Peas, Christina Aguilera, Avril Lavigne, Rihanna, Coldplay, Kelly Clarkson, Taylor Swift, Maroon 5, Justin Bieber, Lady Gaga, Bruno Mars, Katy Perry, Selena Gomez, entre otros, realizaran presentaciones en el inmueble.
La estación "Estadio del MRT: Mass Rapid Transit" , perteneciente al Metro de Singapur, ofrece a los visitantes un rápido acceso al estadio.

## Galería

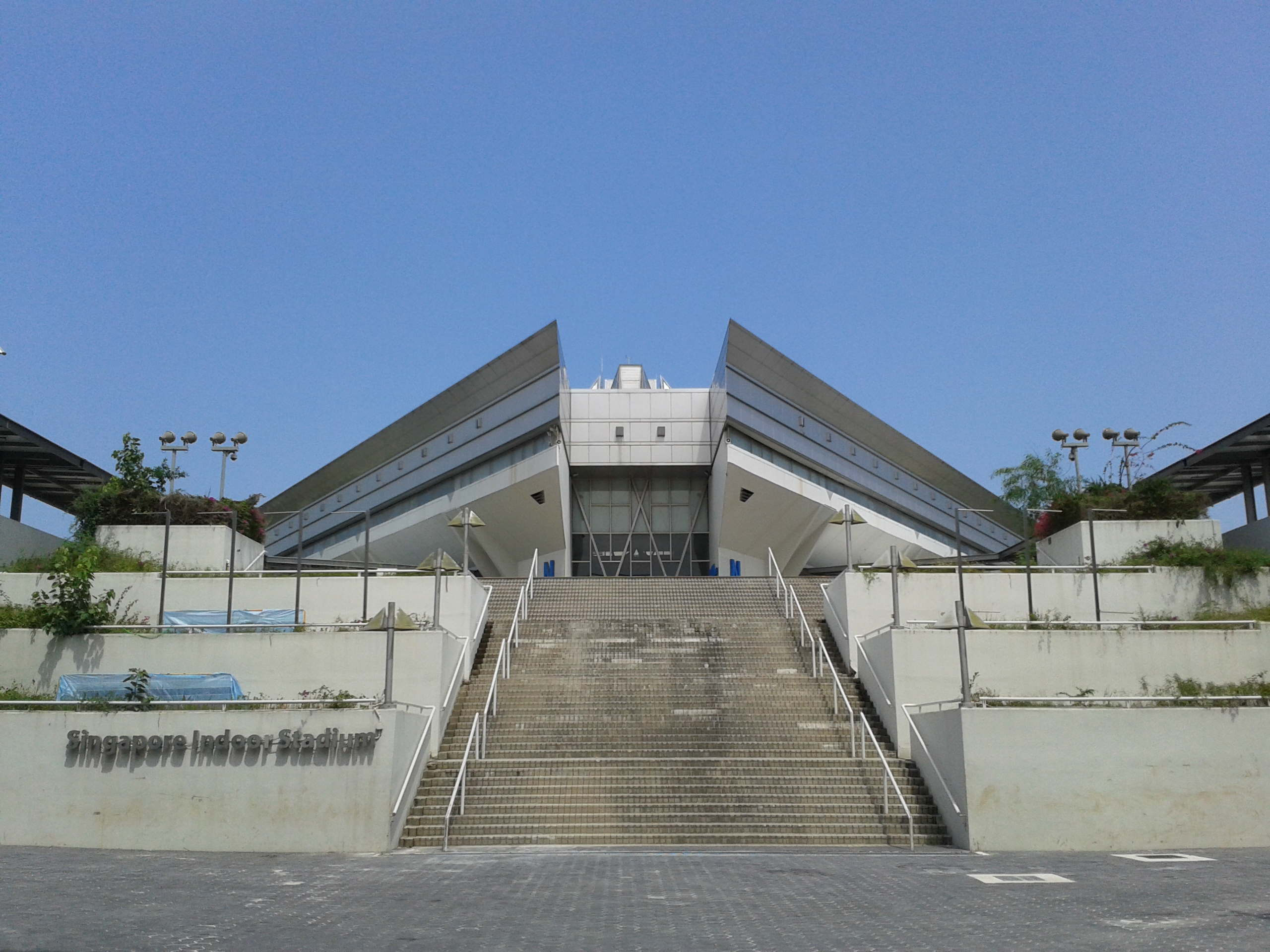
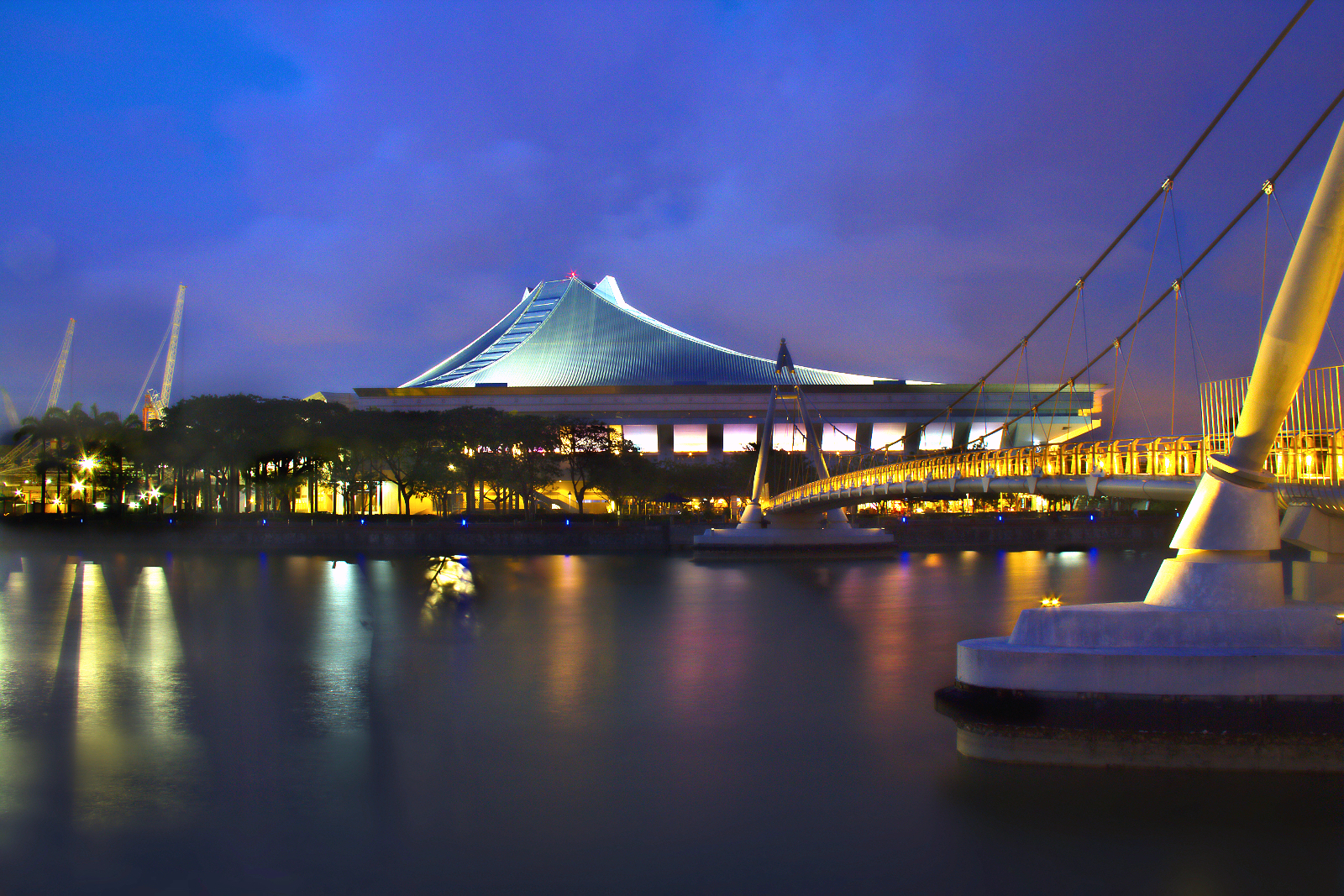